# Fußball-Europameisterschaft 1960/Tschechoslowakei
Dieser Artikel behandelt die tschechoslowakische Nationalmannschaft bei der Fußball-Europameisterschaft 1960.

## Qualifikation
Die Tschechoslowakei musste sich neben Irland als einzige Mannschaft in der Vorrunde beweisen. Am 5. April 1959 begann die Qualifikation für die Tschechoslowaken. Man verlor das Auswärtsspiel gegen Irland mit 0:2, das Rückspiel jedoch konnte knapp einen Monat später in Bratislava mit 4:0 gewonnen werden und somit war das Team für das Achtelfinale qualifiziert.
Im Achtelfinale schaltete die Tschechoslowakei Dänemark aus. Das Hinspiel endete 2:2, jedoch gewannen die Tschechoslowaken das Rückspiel wiederum souverän mit 5:1.
Im Viertelfinale hieß der Gegner Rumänien. Im Hinspiel in Bukarest gewann man 2:0. Im Rückspiel konnte das Team wieder seine Heimstärke ausspielen und gewann in Bratislava mit 3:0, damit war die Tschechoslowakei für die Endrunde in Frankreich qualifiziert.

## Tschechoslowakisches Aufgebot
| Nummer / Name | Nummer / Name      | damaliger Verein    | Geburtstag |          |          |
| Torhüter      | Torhüter           | Torhüter            | Torhüter   | Torhüter | Torhüter |
| ------------- | ------------------ | ------------------- | ---------- | -------- | -------- |
|               | Viliam Schrojf     | Slovan Bratislava   | 12.10.1933 |          |          |
| Abwehr        |                    |                     |            |          |          |
|               | Ladislav Novák     | Dukla Prag          | 05.12.1931 |          |          |
|               | Ján Popluhár       | Slovan Bratislava   | 12.08.1935 |          |          |
|               | František Šafránek | Dukla Prag          | 02.01.1931 |          |          |
| Außenläufer   |                    |                     |            |          |          |
|               | Titus Buberník     | Inter Bratislava    | 12.10.1933 |          |          |
|               | Josef Masopust     | Dukla Prag          | 09.02.1931 |          |          |
|               | Anton Moravčík     | Slovan Bratislava   | 03.06.1931 |          |          |
|               | Svatopluk Pluskal  | Dukla Prag          | 28.10.1930 |          |          |
| Stürmer       |                    |                     |            |          |          |
|               | Vlastimil Bubník   | Rudá Hvězda Brno    | 18.03.1931 |          |          |
|               | Milan Dolinský     | Inter Bratislava    | 14.07.1935 |          |          |
|               | Andrej Kvašňák     | Sparta Prag         | 19.05.1936 |          |          |
|               | Pavol Molnár       | Inter Bratislava    | 13.02.1936 |          |          |
|               | Ladislav Pavlovič  | 1. FC Tatran Prešov | 08.04.1926 |          |          |
|               | Josef Vojta        | Sparta Prag         | 19.04.1935 |          |          |
| Trainer       |                    |                     |            |          |          |
|               | Rudolf Vytlačil    |                     | 09.02.1912 |          |          |

## Spiele der tschechoslowakischen Mannschaft

### Halbfinale
|                                             |   |             |           |
| 6. Juli 1960 in Marseille (Stade Vélodrome) |   |             |           |
| Tschechoslowakei                            | – | Sowjetunion | 0:3 (0:1) |

### Spiel um Platz drei
|                                             |   |            |           |
| 9. Juli 1960 in Marseille (Stade Vélodrome) |   |            |           |
| Tschechoslowakei                            | – | Frankreich | 2:0 (0:0) |

Damit wurden die Tschechoslowaken nach einem Sieg gegen Gastgeber Frankreich dritter dieser ersten Europameisterschaft, nachdem sie die längste Qualifikation aller Länder spielen musste.